# Il·lià Níjnik
Il·lià Íhorovitx Níjnik (en ucraïnès: Ілля́ І́горович Ни́жник), nascut el 27 de setembre de 1996 a Vínnitsia, és un jugador d'escacs ucraïnès, que té el títol de Gran Mestre des de 2010.
A la llista d'Elo de la FIDE del gener de 2022, hi tenia un Elo de 2674 punts, cosa que en feia el jugador número 6 (en actiu) d'Ucraïna, i el 66è millor jugador del rànquing mundial. El seu màxim Elo va ser de 2683 punts, a la llista del juliol de 2021.

## Resultats destacats en competició
Níjnik va cridar l'atenció del món escaquístic quan va guanyar el Grup B de l'edició de 2007 de l'Obert de Moscou, a l'edat de 10 anys. Va fer-hi un resultat gairebé perfecte de 8½/9 i la seva performance fou de 2633, pròpia d'un GM. El 2007 va guanyar el Campionat d'Europa Sub-12. El mateix any 2007, al Campionat del món Sub-12 hi empatà al primer lloc, essent segon en el desempat.
L'abril de 2008, Níjnik va guanyar el Memorial Nabokov a Kíev, Ucraïna, amb 8½/11, i hi va fer la seva primera norma de GM. El setembre de 2008 va guanyar, als 12 anys, el Campionat d'Europa Sub-16. Poc després, el desembre de 2008, va ser 12è al Campionat d'Ucraïna, fent una performance de 2594, molt poc per sota de la performance de 2600 requerida per una altra norma de GM. El gener de 2009, el seu Elo internacional era de 2504 punts, el més alt del món per jugadors de la categoria Sub-12.
El desembre de 2009 va guanyar el torneig Schaakfestival Groningen als Països Baixos, amb una performance de 2741.
El desembre de 2010 empatà al primer lloc (el guanyador fou el GM Dejan Bojkov al desempat per Buchholz) al torneig Schaakfestival Groningen, assegurant-se la seva darrera norma de GM i assolint així, als 14 anys i tres mesos, de ser el més jove Gran Mestre del món.
El gener de 2011 Níjnik va participar en el Grup C del prestigiós Torneig Tata Steel a Wijk aan Zee, on hi acabà en segon lloc amb 8½/13. El 2011, va empatar als llocs 1r-6è amb Ivan Sokolov, Vladímir Baklan, Kamil Miton, Jon Ludvig Hammer i Iuri Kuzúbov a l'obert MP de Reykjavík. El 2014 empatà al primer lloc al World Open d'Arlington (el campió al desempat fou Ilià Smirin), un resultat que repetí l'any següent, el 2015 (el campió al desempat fou Aleksandr Lenderman).
El juliol de 2018 va guanyar en solitari el fort World Open de Filadèlfia.